# Educación

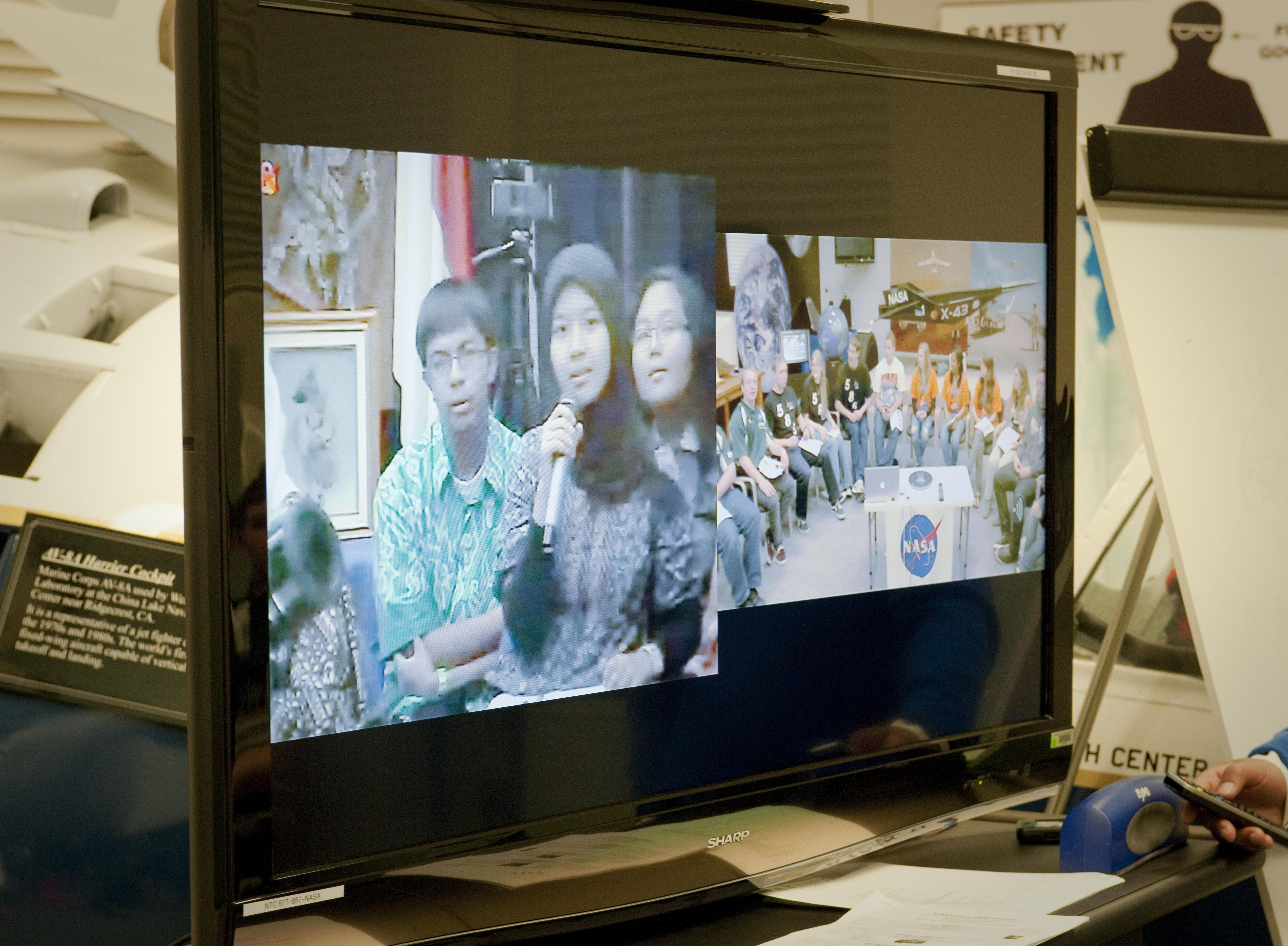
Estudiantes en una videoconferencia con la NASA como parte de su formación

La educación es el proceso de facilitar el refinamiento de habilidades o capacidades propias del individuo, mediante el aprendizaje, la construcción de conocimientos o diversas experiencias, así como también de las virtudes, creencias, hábitos, u otras características del ser.
La educación está profundamente ligada a lo deseable, lo legítimo, lo inobjetable
La acción educativa se lleva a cabo cuando involucra por lo menos tres operaciones:
- Transmitir, distribuir un “fondo cultural común” de conocimientos, saberes, valores, reglas, etc. [2]

- Orientar o ayudar a sacar algo que alguien ya tiene.[3]
- Hacer algo con alguien, de alguien o, intervenir, “meterse” con el otro.[2]

Generalmente, la educación se lleva a cabo bajo la dirección de las figuras de autoridad: los padres, los educadores (profesores o maestros), pero los estudiantes también pueden educarse a sí mismos en un proceso llamado aprendizaje autodidacta.Cualquier experiencia que tenga un efecto formativo en la manera en que el individuo piensa, siente o actúa puede considerarse educativa.
El derecho a la educación ha sido reconocido por muchos gobiernos. A nivel global, el artículo 13 del Pacto Internacional de Derechos Económicos, Sociales y Culturales de 1966 de las Naciones Unidas reconoce el derecho de toda persona a la educación. Aunque en la mayoría de los lugares hasta una cierta edad la educación sea obligatoria, a veces la asistencia a la escuela no lo es y una minoría de los padres eligen la escolarización en casa, en ocasiones, con la ayuda de la educación en línea.

## Concepto

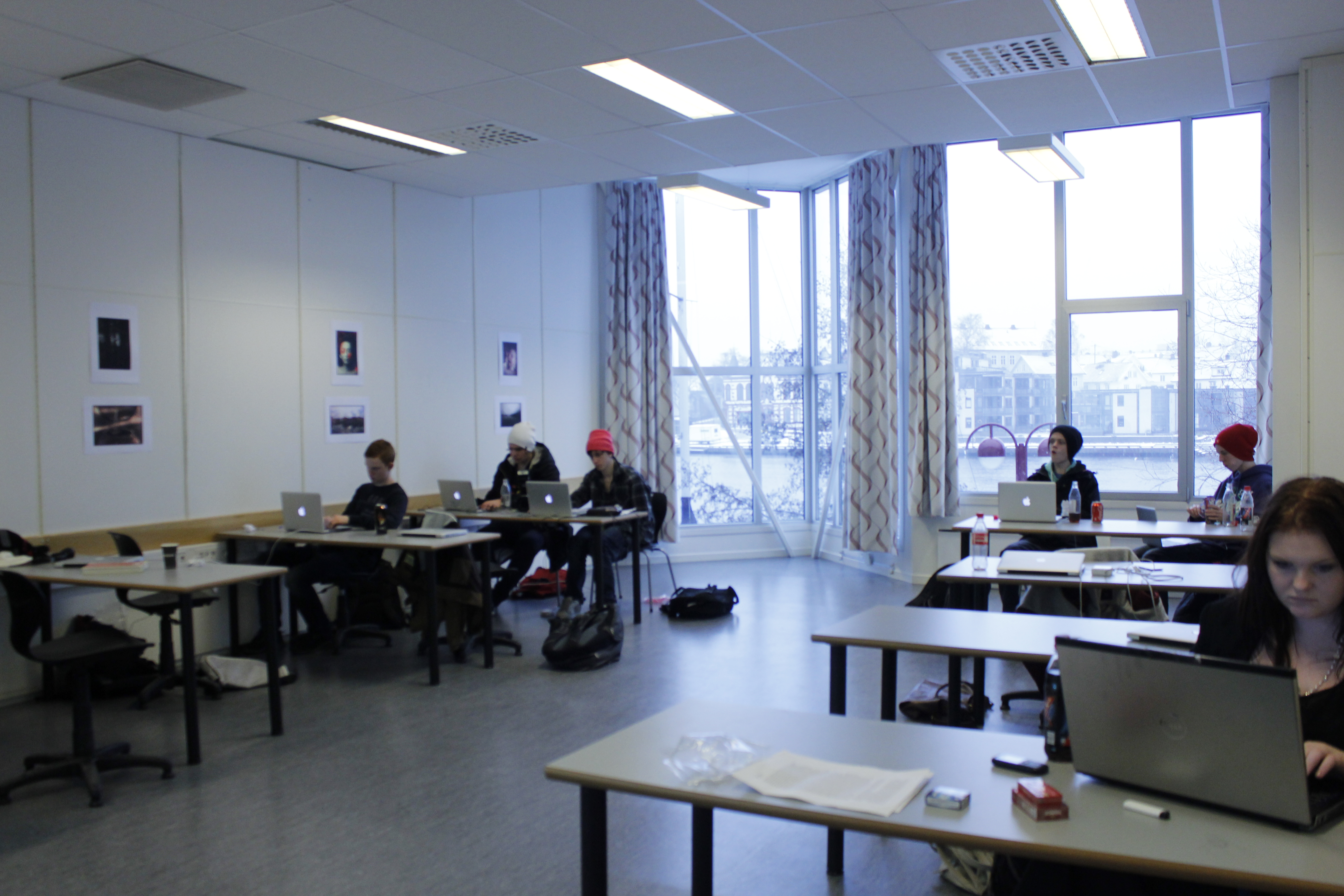
Una clase en Escandinavia

Etimológicamente, la palabra «educación» procede del latín ēducātiō ("crianza") o de ēdūcō ("educo, entreno") que está relacionado con el homónimo ēdūcō ("llevo adelante, saco") de ē- ("de, fuera de") y dūcō ("conduzco, guío"). Asimismo, la palabra educación, como se explica al inicio, tiene por lo menos dos étimos latinos: ēdūcere y ēdūcāre, siendo el segundo derivado del primero; lo importante es que ēdūcere etimológicamente significa el promover al desarrollo (intelectual y cultural) del educando, es decir, desarrollar las potencialidades psíquicas y cognitivas propias del educando desde su intelecto y su conocimiento haciendo en tal proceso al educando activo.

Por tal motivo, es muy importante diferenciar la educación de la instrucción o del adoctrinamiento  forzado o inculcado, en la que muchos países carecen de legislación que la prohíba; en la educación, el ser humano es un sujeto activo que en gran medida se guía por la inducción o incluso también por el razonamiento abductivo, aunque principalmente por la deducción; en cambio, el sujeto de la instrucción o de un adoctrinamiento, es aquel que solo repite la información (ya sea correcta o ya sea errónea) que se le inculca. Es decir, la genuina educación es un aprendizaje abierto y voluntario que va más allá de esquemas preconcebidos y que tiende a favorecer el desarrollo de la conciencia, la razón e inteligencia de cada educando, más allá de la mera memorización, y con estas cualidades el mejor desempeño de cada persona educada para llevar a cabo en lo posible su óptima forma de vivir (la cual, se sobreentiende, es una vida culta en sociedad e individualmente). La principal diferencia entre educación y adoctrinamiento, es que el adoctrinamiento impone información que se presenta como conocimiento y verdad, sin presentar ni fomentar el pensamiento crítico, mientras que la educación es el resultado de la experiencia en la cual se construye conocimiento.

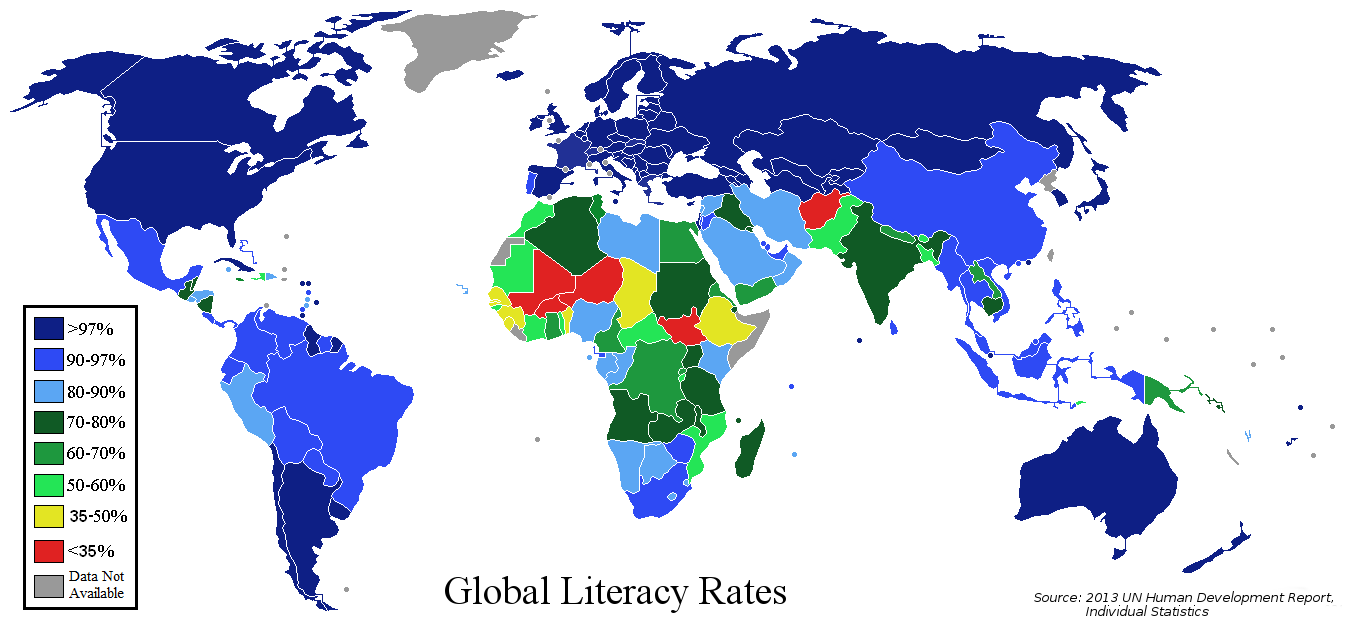
Grado de alfabetización por país en 2013. Fuente: Unesco.

La educación es un proceso de socialización y endoculturación de las personas, a través del cual se desarrollan capacidades físicas e intelectuales, habilidades, destrezas, técnicas de estudio y formas de comportamiento ordenadas con un fin social (valores, moderación del diálogo-debate, jerarquía, trabajo en equipo, regulación fisiológica, cuidado de la imagen, etc.).[cita requerida]
Pero el término educación se refiere sobre todo a la influencia ordenada ejercida sobre una persona para formarla y desarrollarla a varios niveles complementarios; en la mayoría de las culturas es la acción ejercida por la generación adulta sobre la joven para transmitir y conservar su existencia colectiva. Es un ingrediente fundamental en la vida del ser humano y la sociedad y se remonta a los orígenes mismos del ser humano. La educación es lo que transmite la cultura, permitiendo su evolución.

## Historia
La educación comenzó cuando los adultos entrenaban a los jóvenes en el conocimiento y habilidades consideradas necesarias en su sociedad. Desde las sociedades pre-alfabéticas esto se ha logrado tradicionalmente por vía oral, y por medio de la imitación, tal como los estudios antropológicos sugieren. La narración de historias pasaron conocimientos, valores y habilidades de una generación a la siguiente. A medida que las culturas empezaron a extender su conocimiento más allá de las habilidades que se podían aprender fácilmente a través de la imitación, se fue desarrollando la educación formal.

### Antigüedad

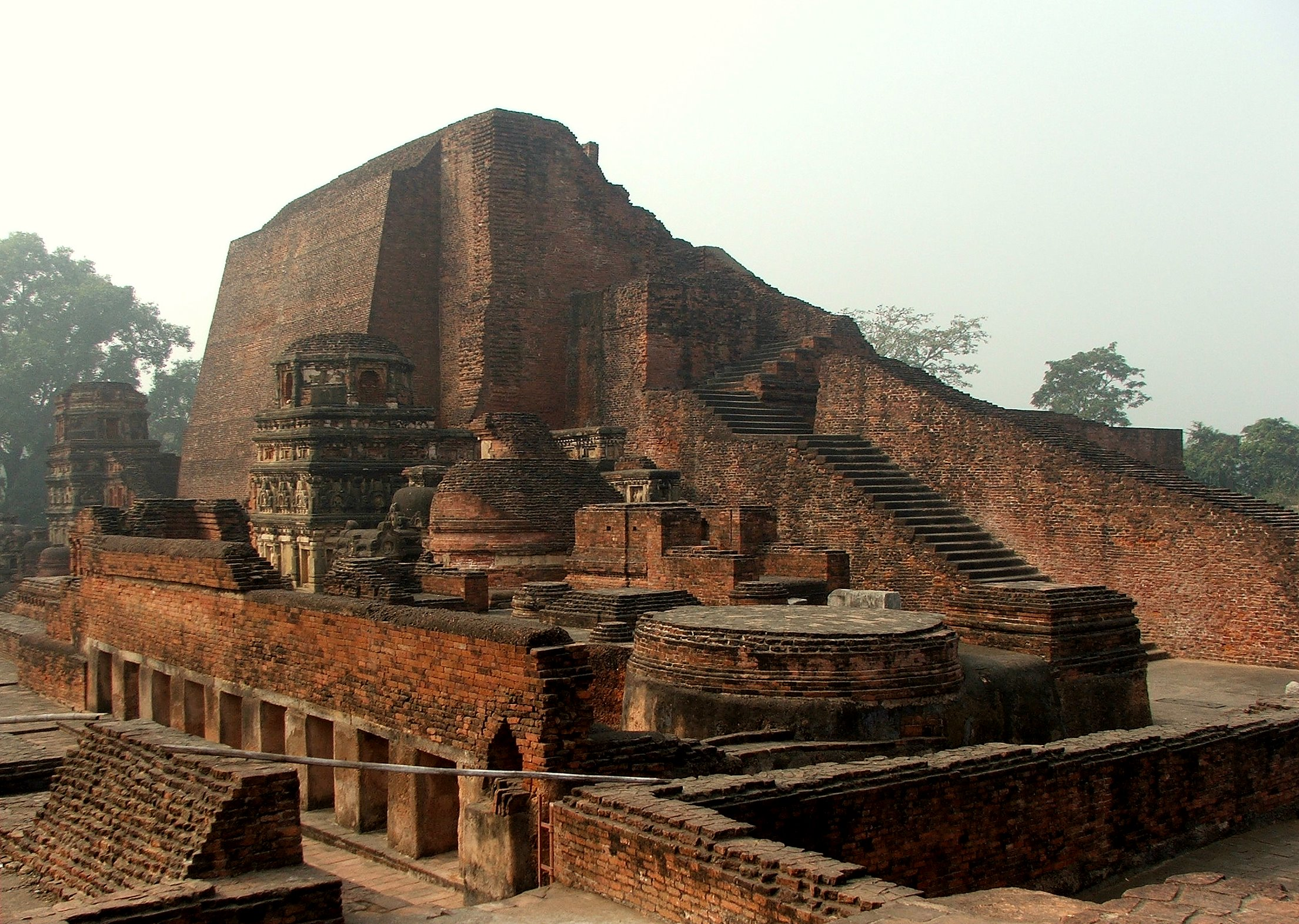
Nalanda, antiguo centro de enseñanza superior.

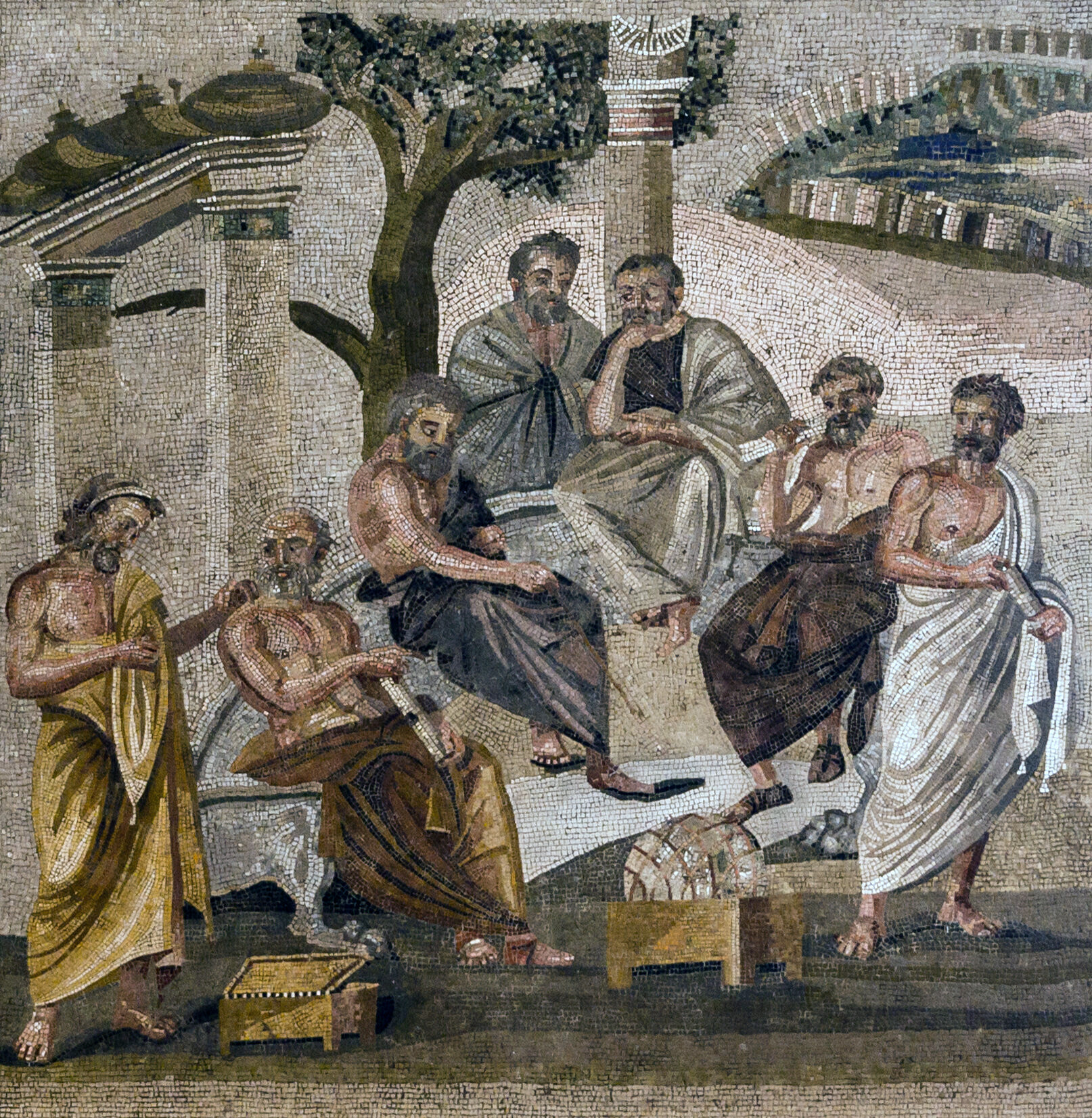
Academia de Platón, mosaico de Pompeya.

Por su parte, en Egipto, en la época del Imperio Medio, existían escuelas.

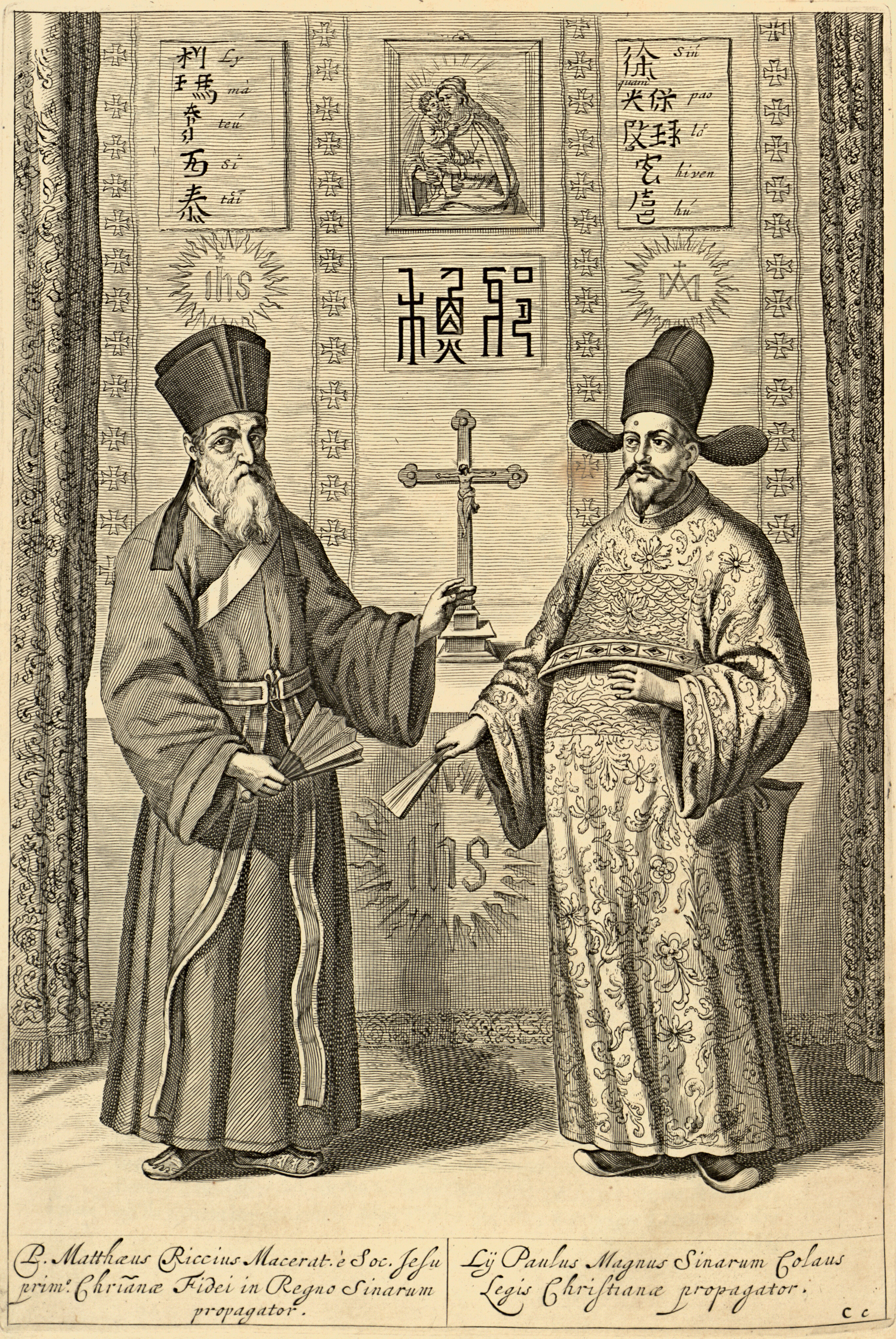
Matteo Ricci (izquierda) y Xu Guangqi (derecha) en la edición china de los Elementos de Euclides, publicado en 1607.

Platón fundó la Academia de Atenas, la primera institución de educación superior en Europa.
 La ciudad de Alejandría, en Egipto, fundada en 330 a. C., se convirtió en la sucesora de Atenas como la cuna intelectual de la antigua Grecia. Allí, el matemático Euclides y el anatomista Herophilos construyeron la gran Biblioteca de Alejandría y tradujeron la Biblia hebrea al griego. Las civilizaciones europeas sufrieron un colapso de alfabetización y de la organización después de la caída de Roma en el año 476.
En China, Confucio (551-479 a. C.), del estado Lu, fue el más influyente filósofo antiguo del país, cuya perspectiva educativa sigue influyendo en las sociedades de China y vecinos como Corea, Japón y Vietnam. Confucio reunió discípulos y buscó en vano un gobernante que adoptaría sus ideales para el buen gobierno, pero sus Analectas fueron escritas por seguidores y han seguido influyendo en la educación en Asia Oriental en la era moderna.[cita requerida]

### Edad Media
Después de la caída de Roma, la Iglesia católica se convirtió en el único conservador de erudición alfabetizada en Europa Occidental. La iglesia estableció escuelas catedralicias en la Alta Edad Media como centros de educación superior. Algunos de estos establecimientos en última instancia, evolucionaron en las universidades y los antepasados de muchas de las universidades modernas de Europa medieval. Durante la Alta Edad Media, la catedral de Chartres operó la famosa e influyente Escuela Catedral de Chartres. Las universidades medievales de la cristiandad occidental estaban bien integradas en toda Europa occidental, anima a la libertad de investigación, y produjeron una gran variedad de finos eruditos y filósofos naturales, entre ellos Tomás de Aquino, de la Universidad de Nápoles, Roberto Grosseteste de la Universidad de Oxford, un primer expositor de un método sistemático de experimentación científica, y san Alberto Magno, un pionero de la investigación de campo biológico. La Universidad de Bolonia fue fundada en 1088 y es considerada como la universidad más antigua continuamente en funcionamiento.
El fin del Imperio romano de Occidente (476) marca el final del mundo antiguo y el inicio de la larga Edad Media hasta el siglo XV. El cristianismo, nacido y extendido por el Imperio romano, asume la labor de mantener el legado clásico, filtrado por la doctrina cristiana.

### Edad Moderna y Contemporánea

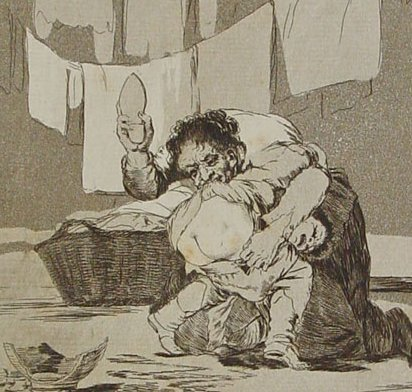
«25.-Si quebró el cántaro.», dibujo de Francisco de Goya de la serie Los Caprichos. Goya criticó en esta estampa la violencia en la educación de los niños. Los ilustrados creían que la educación podía corregir los defectos y errores humanos.

De la recuperación plena del saber de Grecia y Roma que se produce durante el Renacimiento nace el nuevo concepto educativo del humanismo a lo largo del siglo XVI, continuado durante el Barroco por el disciplinarismo pedagógico y con el colofón ilustrado del siglo XVIII.
En la Edad Contemporánea (siglos XIX-XXI) nacen los actuales sistemas educativos, inspirados en la labor en Prusia de Juan Amos Comenio y llamada educación prusiana y la mayoría de ellos organizados y controlados por el Estado.
Ya desde la segunda mitad del siglo XX se[¿quién?] observa que el sistema educativo tradicional, ha quedado obsoleta, según la crítica a la educación que nos han dado algunos filósofos y pedagogos. A finales del siglo XX, se comenzó a estudiar otro modelo educativo, la educación holística.
Hoy en día existen diversos movimientos que buscan una reforma en el sistema educativo, ya que se alega que el sistema actual fue desarrollado hace 200 años durante la Revolución Francesa para preparar obreros propiamente, por lo cual está totalmente desactualizado de las necesidades y objetivos de la sociedad actual.

## Tipos de educación
Existen tres tipos o formas de educación: la formal, la no formal y la informal.
- La educación formal: hace referencia a los ámbitos de las escuelas, institutos, universidades, módulos donde se reconoce la participación por medio de certificados de estudios.
- La educación no formal: se refiere a los cursos, academias, e instituciones, que no se rigen por un particular currículo de estudios, estos tienen la intención de educar pero no se reconoce por medio de certificados.
- La educación informal: es aquella que fundamentalmente se recibe en los ámbitos sociales, pues es la educación que se adquiere progresivamente a lo largo de toda la vida, se da sin ninguna intención educativa.[14]

### Educación formal
La educación formal ocurre en un ambiente estructurado cuyo propósito explícito es enseñar a los estudiantes. Por lo general, se lleva a cabo en un ambiente escolar con aulas de varios estudiantes aprendiendo junto con un maestro formado y titulado en un ámbito específico. La mayoría de los sistemas escolares están diseñados alrededor de un conjunto de valores o ideales que gobiernan todas las opciones educativas en ese sistema. Estas opciones incluyen el currículo, los modelos organizativos, el diseño de los espacios físicos de aprendizaje (por ejemplo, las aulas), las interacciones entre estudiantes y maestros, los métodos de evaluación, el tamaño de la clase, las actividades educativas, entre otras.
La educación formal se divide en educación infantil, educación primaria, educación secundaria, educación media superior y educación superior. Asimismo, también se habla de educación básica, que comprende las etapas infantil, primaria y secundaria. La terminología varía según las políticas educativas de cada país. La Unesco tiene una Clasificación Internacional Normalizada de la Educación, la que incluye niveles y tópicos.

#### Educación preescolar
Los términos educación infantil, educación preescolar, educación parvularia, educación inicial y  prebásica se refieren al ciclo formativo previo a la educación primaria obligatoria establecida en muchas partes del mundo hispanoamericano. En algunos lugares, es parte del sistema formal de educación, y en otros es un centro de cuidado o jardín de infancia y cubre la edad de 0 a 6 años. Generalmente se empieza a los 3 años, aunque ahora en algunas partes del mundo se ha lanzado un ciclo de educación llamado "educación inicial", que consiste en educar al niño desde que está en el vientre de su madre, ya que se dice que desde el desarrollo dentro de su madre él inicia un proceso de aprendizaje, en el cual se le da mayor prioridad a partir de su nacimiento.
El término «preescolar» se considera inadecuado por los especialistas, ya que no es una educación que prepara para la etapa escolar, sino que es un nivel educativo con características propias, enseñanzas que preparan al niño para la vida, y no un preparatorio para escuela primaria. Por ello, muchas instituciones deciden denominarla como educación inicial. En países de América Latina, se le ha denominado tanto educación inicial como educación parvularia.
Esta institución tiene y ha tenido otras diversas formas de ser denominada según el país, el sistema educativo vigente o la edad concreta del niño, como son educación inicial, educación kínder, educación infantil temprana, escuela infantil, guardería, jardín de infancia, jardín infantil, parvulario, kindergarten *cuya  forma abreviada es kinder, que en alemán significa niños, jardín de infantes, jardín maternal, etc.; esto depende de como se establezca en cada país.
La edad de los niños comprendida es entre los 0 a los 6 años. Estas edades se dividen en dos ciclos: primer ciclo, comprendido entre los 0 y 3 años; y un segundo ciclo, que va de los 3 y los 6 años de edad. Estos aprenden la forma de comunicarse, jugar e interactuar con los demás apropiadamente. Un maestro o maestra les ofrece varios materiales para manipular y realizar actividades que les motiven a aprender el idioma y su vocabulario, Matemáticas, ciencias, idiomas extranjeros e Informática, así también como Arte y Música. En este proceso los niños pueden alcanzar un grado de conocimiento bastante alto que ayudará en el desarrollo para toda su vida.
La creatividad y el deseo de aprender, son dos de las habilidades más importantes para la vida. En los niños son innatas y con potencial ilimitada, el cual debe impulsarse y desarrollar desde la educación preescolar. De todas las etapas del ser humano, la infancia constituye la etapa más importante.

#### Educación primaria
La educación primaria (también conocida como educación básica, enseñanza básica, enseñanza elemental, enseñanza primaria, estudios básicos o estudios primarios) es la que asegura la correcta alfabetización, es decir, que enseña a leer, escribir, cálculo básico y algunos de los conceptos culturales considerados imprescindibles, denominadas competencias básicas y competencias clave. La primera alude al conjunto de conocimientos, capacidades y actitudes adecuadas al contexto; y la segunda, hace referencia a las competencias que toda persona necesita para su desarrollo personal, según recoge la Recomendación del Parlamento Europeo y del Consejo de 18 de diciembre de 2006 sobre las competencias clave para el aprendizaje permanente (2006/962/CE). Su finalidad es proporcionar a los estudiantes una formación común que haga posible el desarrollo de las capacidades y habilidades individuales motrices, de equilibrio personal; de relación y de actuación social con la adquisición de los elementos básicos culturales; los aprendizajes anteriormente mencionados.
La educación primaria, también conocida como la educación elemental, es la primera de seis años establecidos y estructurados de la educación que se produce desde los seis años hasta los doce años, dependiendo de cada país. Anterior a esta encontramos la etapa conocida como educación infantil.
Los países exigen que los niños reciban una educación primaria y en muchos, es aceptable para los padres disponer del plan de estudios aprobado.
Es el primer paso para la educación secundaria y superior. En la mayoría de países constituye una enseñanza obligatoria y se imparte en escuelas o colegios.
Esto exige que el niño se apropie del código escrito, como posibilidad de significación y construcción del sentido, y no solo como decodificación fonética.

#### Educación secundaria
La educación secundaria, educación media, segunda enseñanza, enseñanza secundaria, enseñanza media, o estudios medios, son los nombres que se dan a la etapa posterior a la educación primaria, en la educación formal, y antes de la enseñanza superior. En algunos países hispanohablantes se denomina bachillerato a los últimos cursos de la educación secundaria. Tiene como objetivo capacitar al alumno para poder iniciar estudios de educación superior. Tras la finalización de la educación secundaria, es usual optar por el mundo laboral, por una formación profesional o por estudiar en la universidad. En Argentina también se le conoce como Centro de Formación Integral (C.F.I.).

#### Educación superior
Los términos educación superior, enseñanza superior, estudios superiores, educación profesional y educación terciaria aluden a la última etapa del proceso de aprendizaje académico, es decir, a todas las trayectorias formativas postsecundarias que cada país contempla en su sistema. Se imparte en las universidades, en las academias superiores o en las instituciones de formación profesional superior, entre otros.

#### Modalidad de educación especial.
Contrario al pensamiento generalizado, el objetivo de la educación con necesidades especiales es que su alumnado tenga las mismas oportunidades y competencias que el resto. Es por esto que el sistema educativo primario, al ser el nivel que pretende hacerse universal, debe desarrollarse en un contexto de igualdad, a la vez que está abierto a las demandas de los procesos educativos de alumnos con necesidades educativas especiales.
En ese sentido, existen opciones educativas como la pedagogía hospitalaria o atención domiciliaria, que tratan de propiciar el desarrollo integral del alumnado cuando las personas en edad escolar permanecen en ambientes hospitalarios por distintos motivos; así mismo, en caso de personas adultas, les apoyan en la reinserción a su vida normal.

#### Educación indígena
La educación indígena se refiere a la inclusión del conocimiento indígena, modelos, métodos y contenido dentro de los sistemas educativos formales y no formales. A menudo en un contexto poscolonial, el creciente reconocimiento y uso de los métodos de educación indígena puede ser una respuesta a la erosión y la pérdida del conocimiento y el lenguaje indígena a través de los procesos de colonialismo. Además, puede permitir a las comunidades indígenas "reclamar y revalorizar sus idiomas y culturas, y al hacerlo, mejorar el éxito educativo de los estudiantes indígenas".[cita requerida]

### Educación no formal
La educación no formal (ENF) hace referencia a todas aquellas actividades que se llevan a cabo fuera del ámbito escolar, fuera de la estructura del sistema escolarizado, así mismo pretendiendo desarrollar competencias intelectuales y morales de los individuos. Se entiende como "educación no formal" al conjunto de procesos, medios e instituciones específicas y diferencialmente diseñados, en función de explícitos objetivos de formación o de instrucción, que no están directamente dirigidos a la provisión de los grados propios del sistema educativo reglado".
La educación no formal es un tipo de educación que va a comprender todos los procesos y prácticas que involucren a un grupo social heterogéneo, pero cuya estructura institucional no certifica para ciclos escolarizados, es decir, que tiene una intencionalidad educativa y una planificación del proceso enseñanza-aprendizaje, solamente que esta va a ocurrir fuera del ámbito escolar.
Una de las principales diferencias con la educación formal es que las actividades englobadas en la educación no formal son generalmente independientes unas de otras, aunque puede que algunas sean integrantes de otros sistemas más amplios de desarrollo (industrial, de salud). En algunos otros casos, también pueden estar ligadas al sistema de educación formal como algunos programas para adultos. Otras diferencias claras son sus medidas institucionales, sus objetivos educativos, su patrocinio y los grupos a los que atienden. 

#### Educación alternativa
Si bien hoy se considera "alternativa", la mayoría de los sistemas alternativos existen desde la Antigüedad. Después de que el sistema de escuelas públicas se desarrolló ampliamente a partir del siglo XIX, algunos padres encontraron razones para estar descontentos con el nuevo sistema. La educación alternativa se desarrolló en parte como una reacción a las limitaciones y fallas percibidas de la educación tradicional. Surgió una amplia gama de enfoques educativos, incluyendo escuela alternativa, autoaprendizaje, educación en el hogar y desescolarización.

### Educación informal
La educación informal (en inglés informal education) es un término genérico que engloba a la educación recibida fuera de las instituciones educativas formales tradicionales en donde está presente la obligatoriedad del sistema educativo oficial. Este concepto se refiere a las diversas formas de educación alternativa, como son:
- La desescolarización[31] y educación en el hogar[32] (aprendiendo en forma natural y espontánea, a través de experimentos personales, juegos informales o reglamentados, actividades familiares y educación familiar,[33] actividades con preceptores, actividades deportivas, aficiones, viajes, lecturas, interacción social, cursos electivos[34][35] -cursos eventualmente dictados en instituciones formales, pero que no forman parte de ninguna currícula de estudios ni generan ningún diploma o atestación específica-)
- Autodidacticismo (autoaprendizaje, estudios por cuenta propia)
- Trabajo juvenil (empleo juvenil)[36][37]

## Objetivos

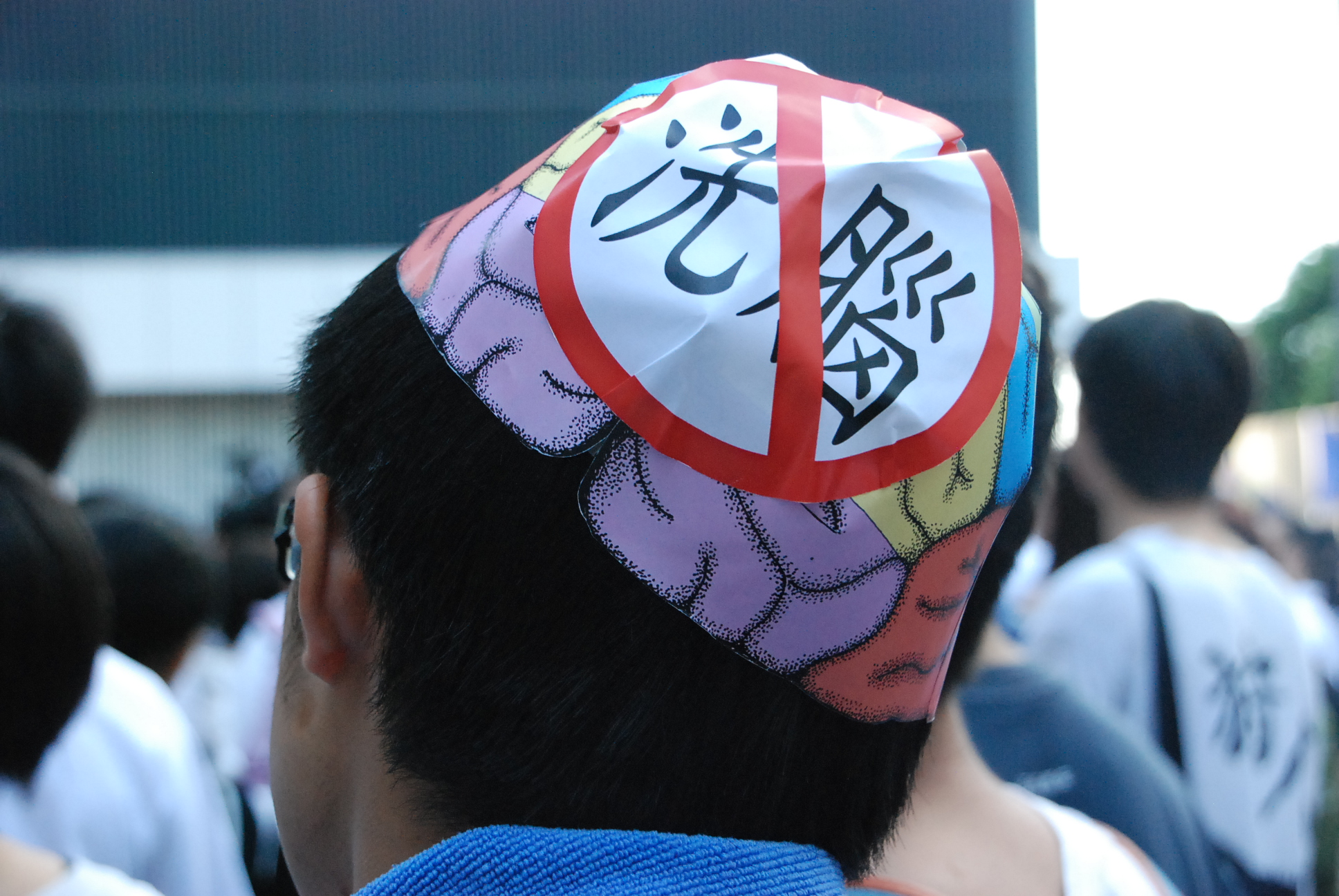
El adoctrinamiento en el aula, la incorporación de contenidos políticos en el material de estudio o los docentes que abusan de su rol para adoctrinar a los alumnos van en contra de los objetivos de una educación ejercida en una estricta neutralidad e imparcialidad y que busca la libertad de pensamiento y el pensamiento crítico de los educados.

Los objetivos que se plantea la educación actual, y se concreta a través de los sistemas educativos son:
- Incentivar el proceso de estructuración del pensamiento, de la imaginación creadora, las formas de expresión personal y de comunicación verbal y gráfica.
- Favorecer el proceso de maduración de los niños, la manifestación lúdica y estética, la iniciación deportiva y artística, el crecimiento socio afectivo, y los valores éticos.
- Estimular hábitos de integración social, de convivencia grupal, de solidaridad y cooperación y de conservación del medio ambiente.
- Desarrollar la creatividad del individuo.
- Fortalecer la vinculación entre la institución educativa y la familia.
- Prevenir y atender las desigualdades físicas, psíquicas y sociales originadas en diferencias de orden biológico, nutricional, familiar y ambiental mediante programas especiales y acciones articuladas con otras instituciones comunitarias.

## Aprendizajes fundamentales
La educación se debe estructurar en torno a cuatro aprendizajes fundamentales, según Jacques Delors:
- Aprender a conocer: Este tipo de aprendizaje, que tiende menos a la adquisición de conocimientos clasificados y codificados que al dominio de los instrumentos mismos del saber, puede considerarse a la vez medio y finalidad de la vida humana.

En cuanto a medio, consiste para cada persona en aprender a comprender el mundo que lo rodea, al menos suficientemente para vivir con dignidad, desarrollar sus capacidades profesionales y comunicarse con los demás. Como fin, su justificación es el placer de comprender, conocer, de descubrir.
Aprender a hacer: En este pilar de la educación al individuo se le capacita para hacer frente a un gran número de interacciones y a trabajar en equipo. Con el fin de que pueda influir en su entorno positivamente.
Aprender a vivir juntos: Se instruye para cooperar y vivir con los demás, es necesaria la comprensión y tolerancia para formar distintas interdependencias.
Aprender a ser: La educación debe contribuir al desarrollo global de cada persona: cuerpo y mente, inteligencia, sensibilidad, sentido estético, responsabilidad individual, espiritualidad. Todos los seres humanos deben estar en condiciones, en particular gracias a la educación recibida en su juventud, para dotarse de un pensamiento autónomo y crítico y de elaborar un juicio propio, para determinar por sí mismos qué deben hacer en las diferentes circunstancias de la vida.

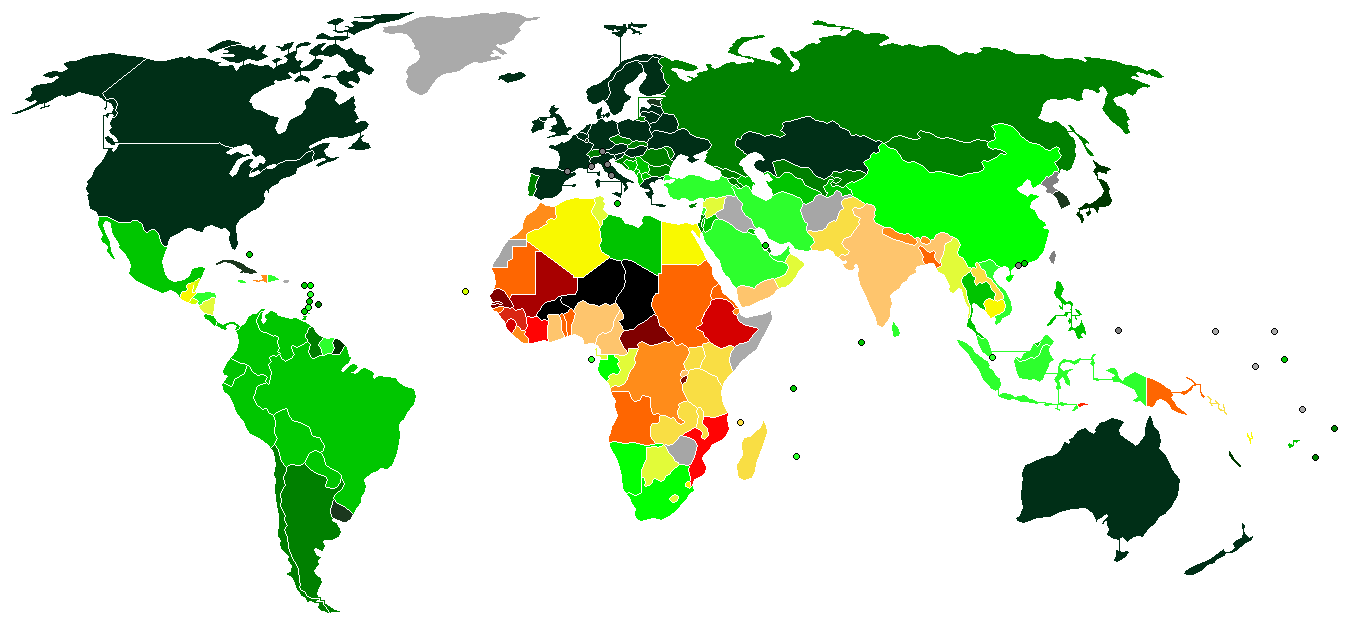
Mapa mundial que indica el Índice de Educación (según el Informe de Desarrollo Humano 2007/2008). Los países se dividen en tres categorías según su índice de educación: desarrollo humano alto (verde), medio (amarillo) y bajo (rojo).

Existen diversos conceptos que intentan analizar el fenómeno educativo, en relación con el discurrir temporal en las personas. Así, conceptos como educación permanente, educación continua, andragogía o educación de adultos tienen aspectos comunes pero también matices importantes que los diferencian y los enriquecen.
Según estudios, los niños de ocho años aprenden mejor premiando su desarrollo y no atienden a los castigos mientras los de doce, al contrario, aprenden más al reaccionar de forma negativa ante sus errores. Los adultos también siguen esta norma general y observan más sus fallos aunque de forma más eficiente.
Esto es porque los adultos aprenden más por convicción e incluso por necesidad ya que pueden requerir los conocimientos para su trabajo, o para alguna actividad en específico por ello es que aprenden más eficientemente de sus errores, y saben perfectamente que el aprendizaje es responsabilidad suya. A diferencia de lo que pasa con los niños y jóvenes, que en muchas ocasiones acuden a la escuela por imposición de sus padres o tutores y no tanto por convicción propia o por necesidad interna de conocimientos. Todo esto lleva a que existan dos corrientes educativas según el tipo de estudiantes, la pedagogía para los niños y jóvenes y la andragogía para los adultos.

## Evaluación
La evaluación es un proceso que procura determinar, de la manera más sistemática y objetiva posible, la pertinencia, eficacia, eficiencia e impacto de las actividades formativas a la luz de los objetivos específicos. Constituye una herramienta administrativa de aprendizaje y un proceso organizativo orientado a la acción para mejorar tanto las actividades en marcha, como la planificación, programación y toma de decisiones futuras.
La evaluación permite medir los conocimientos adquiridos, y proporciona información de los avances de los mismos con la finalidad de conocer si se están cumpliendo o no los objetivos propuestos.
La evaluación educativa es un proceso sistemático y dirigido, en el cual intervienen una serie de elementos, por ejemplo: un ensayo o práctica en la formación profesional, una representación teatral en una escuela, un proyecto integrador, una prueba de ensayo en el aprendizaje informático, etc. Estos elementos permiten determinar si un sujeto ha alcanzado todos los objetivos planteados, propiciando con ello un cambio en su actitud de una manera significativa.
La evaluación educativa además de tener como objeto a los estudiantes, toma en consideración al personal docente y no docente, el currículo, los recursos, los planes y programas, los proyectos, las estrategias metodológicas y las instituciones de formación con la finalidad de evaluar integralmente.[cita requerida]
La evaluación puede conceptualizarse como un proceso dinámico, continuo y sistemático, enfocado hacia los cambios de las conductas y rendimientos, mediante el cual verificamos los logros adquiridos en función de los objetivos propuestos. Y es este para el docente el perfeccionamiento de su razón de ser.[cita requerida]

### Definición alternativa de evaluación
La evaluación es la medición del proceso de enseñanza/aprendizaje que contribuye a su mejora. Desde este punto de vista, la evaluación nunca termina, ya que debemos de estar analizando cada actividad que se realiza.[cita requerida]
Se puede mencionar también que la evaluación es un proceso que busca indagar el aprendizaje significativo que se adquiere ante la exposición de un conjunto de objetivos previamente planeados, para los cuales institucionalmente es importante observar que los conocimientos demuestren que el proceso de enseñanza y aprendizaje tuvo lugar en el individuo que ha sido expuesto a esos objetivos. En este sentido estoy hablando de la evaluación académica, en donde lo que importa es verificar y/u observar a través de diversos instrumentos cualitativos o cuantitativos, que el alumno ha adquirido nuevas habilidades, destrezas, capacidades, métodos y técnicas, así como también la "calidad educativa" de su instrucción, que le permitan tener un buen desempeño para el bien de su comunidad, beneficio personal, rendimiento laboral y disciplina.[cita requerida]
Existen diferentes tipos de clasificación que se pueden aplicar a la evaluación, pero atendiendo a los diferentes momentos en que se presentan podemos mencionar:
- La evaluación inicial que tiene como objetivo indagar en un alumno el tipo de formación que posee para ingresar a un nivel educativo superior al cual se encuentra. Para realizar dicha evaluación el maestro debe conocer a detalle al alumno, para adecuar la actividad, elaborar el diseño pedagógico e incluso estimar el nivel de dificultad que se propondrá en ella.
- La evaluación formativa es la que tiene como propósito verificar que el proceso de enseñanza-aprendizaje tuvo lugar, antes de que se presente la evaluación sumativa. Tiene un aspecto connotativo de proalimentación activa. Al trabajar dicha evaluación el maestro tiene la posibilidad de rectificar el proyecto implementado en el aula durante su puesta en práctica.[cita requerida]
- La evaluación sumativa es la que se aplica al concluir un cierto período o al terminar algún tipo de unidad temática. Tiene la característica de ser medible, dado que se le asigna a cada alumno que ostenta este tipo de evaluación un número en una determinada escala, el cual supuestamente refleja el aprendizaje que se ha adquirido; sin embargo, en la mayoría de los centros y sistemas educativos este número asignado no deja de ser subjetivo, ya que no se demuestra si en realidad el conocimiento aprendido puede vincularse con el ámbito social. Esta evaluación permite valorar no solo al alumno, sino también el proyecto educativo que se ha llevado a efecto.[cita requerida]

## Sistemas educativos

### Educación pública
Se denomina educación pública al sistema nacional educativo de cada país, que está gestionado por la administración pública y sostenido con los impuestos. Por lo general, comprende la planificación, supervisión o ejecución directa de planes de estudio y educación escolarizada de diversos niveles académicos siendo preeminente la realización de los niveles que la norma jurídica considere obligatorios. El término se aplica generalmente a la educación formal, la educación preescolar, primaria y secundaria. También se aplica a la educación postsecundaria, educación superior, o las universidades, colegios y escuelas técnicas que reciben ayudas públicas. 

### Educación privada
Educación o enseñanza privada es la educación que, a diferencia de la educación pública (dirigida por instituciones públicas), se produce en una institución educativa dirigida mediante la iniciativa privada (como una escuela privada, un colegio privado o una universidad privada); o bien mediante la dirección de un preceptor o institutriz particular, costeado por la propia familia.
Estos colegios son habitualmente de pago, pero en algunos sistemas educativos la educación privada también puede ser, en algunos casos, total o parcialmente subvencionada con fondos públicos, como ocurre en la llamada escuela concertada. En otros casos, incluye la posibilidad de acceso a cierto número estudiantes con recursos económicos insuficientes mediante algún sistema de becas.

### Calendarios escolares
En casi todos los países del hemisferio norte las clases dan inicio la primera semana de septiembre, previo al otoño, existe luego de ello las vacaciones de Navidad, iniciado el Año Nuevo, culmina semanas después el semestre, existen vacaciones de primavera por marzo o abril y las clases por lo general culminan en junio o principios de julio, para dar inicio a las vacaciones de verano que dan paso al siguiente año escolar.
Por el contrario en algunos países del hemisferio sur las clases comienzan en marzo o abril, así mismo previo al otoño, las clases se interrumpen en las vacaciones de invierno en junio o julio, hay otras vacaciones en septiembre u octubre por vacaciones de primavera (no en todos los países), y culmina un poco después el año en diciembre o enero donde además de festejar la Navidad inician las vacaciones de verano.
Pero aun así en algunos países del Hemisferio Sur como Australia las clases son en el mismo período que las del Hemisferio Norte, es decir también inician en septiembre, nada más que esta vez previo a la primavera, la Navidad es una de las vacaciones, que junto con las vacaciones de verano, que es a mediados de enero se festejan con mucho calor, y por el contrario aquí son las vacaciones de invierno que inician a finales de junio las que dan inicio al nuevo año lectivo.
En los países de la zona ecuatorial como Ecuador pueden seguir cualquiera de los dos sistemas de tiempo, aunque en este mismo país, las clases inician en la Sierra y Amazonía en septiembre (sistema de tiempo del Hemisferio Norte), mientras en la Costa e islas Galápagos inician en abril (único sistema de tiempo disparejo).[cita requerida]

## Estudio de la Educación
La educación es una realidad compleja y multidimensional, que puede ser estudiada desde muchos enfoques o perspectivas diferentes, cada una de las cuales da lugar a una ciencia de la educación.
- Filosofía de la educación. Es una rama de la filosofía que tiene como objeto de estudio la naturaleza del ser humano en tanto que sujeto de educación, así como de las finalidades y objetivos que orientan el proceso educativo. Además, también se hace cargo de otros contenidos como posibilidades y límites de la educación, la necesidad de la educación, la interacción personal entre docente y discente.
- Historia de la educación. Estudia el pensamiento pedagógico y la práctica educativa, y cómo ambos han evolucionado a lo largo del tiempo.
- Sociología de la educación. Estudia y analiza el contexto sociocultural en el que tiene lugar el proceso educativo. Se ocupa de las necesidades y demandas que la sociedad plantea a la escuela en cada momento histórico. Estudia la escuela como institución social, y el tipo de relaciones que se establecen entre la escuela y la sociedad.
- Psicología de la educación. Estudia los procesos de desarrollo y aprendizaje de los individuos. En relación con los primeros, analiza las características que definen cada uno de los estadios por los que pasa el ser humano a lo largo de su desarrollo evolutivo. En relación con los procesos de aprendizaje, estudia la naturaleza, condiciones, y teorías que regulan el proceso de aprendizaje, y se hace cargo del estudio de las diferencias individuales entre los sujetos debidas a la edad, el sexo, la personalidad, etc.
- Teoría general de la educación. Esta es una disciplina de carácter explicativo y normativo, que aspira a dar una visión comprensiva y global del fenómeno, del proceso y de la realidad educativa. Se construye a partir de las aportaciones parciales que le proporcionan el resto de las ciencias de la educación, y su finalidad es evitar la excesiva fragmentación en la que se puede caer al estudiar la realidad educativa.
- Políticas educativas: Conjunto de acciones ejecutadas jurídicamente, motivando la polémica y un orden vinculante de la convivencia, que se orientan a generar el bien público a través de transmitir institucionalmente las habilidades y conocimientos necesarios a las generaciones más jóvenes con el fin de que éstas sobrevivan, se adapten y aporten a la sociedad, utilizando lo aprendido.[51]
- Organización escolar. Aspira a elaborar una teoría sobre la institución escolar que es su objeto de estudio. Estudia cómo deben disponerse los elementos que forman la escuela (recursos personales, ambientales, materiales, organizativos, legislativos), para que la educación de los alumnos discurra de forma adecuada.
- Orientación educativa. Su objeto de estudio son todos aquellos procesos de ayuda que se pueden proporcionar al alumnado tanto a nivel personal, académico o profesional.
- Pedagogía es la ciencia social que produce investigación y teoría de los procesos educativos del ser humano durante todas las etapas de su vida. Es la parte teórico-reflexiva de la investigación educativa. Esta ciencia integral y holística se nutre de conocimientos provenientes de la Sociología, Historia, Antropología, Filosofía, Psicología y Política. El término ha evolucionado para referirse a una ciencia que estudia a la educación como fenómeno complejo y multirreferencial.[52][53][54][55]
- Didáctica general. Es una ciencia de la educación con carácter teórico- práctico cuyo objeto de estudio es el proceso de enseñanza-aprendizaje como medio de instrucción formación y educación. De forma sintética, se define como la ciencia que se dedica a estudiar la teoría y la práctica de la enseñanza.

## Críticas al sistema de enseñanza actual
El filósofo Iván Illich criticó severamente el sistema educativo contemporáneo, afirmando que los gobiernos deberían dejar de invertir en las escuelas, ya que su único objetivo es transmitir la ideología del sistema político-económico después y escolarizar a los alumnos solo para luego estratificarlos clasistamente, convirtiéndolos en consumistas y artículos de consumo a la vez, con lo cual solo los ricos se ven favorecidos al tener más libertades en servicios educativos privados, marginando a quienes tienen menos recursos. Hablaba del currículum oculto en que se esconden las ideologías y las verdaderas intenciones de la educación, destacando que los conocimientos generales y de la vida cotidiana generalmente se adquieren fuera de la escuela y no en el salón de clases. Consideraba que las actividades que se desempeñan en las escuelas de la sociedad actual son en su gran mayoría totalmente ajenas a la educación. Aseguraba que la instrucción es rígida, apegada a lo que se establece en los planes de estudios y los que la transmiten son los maestros, quienes también se convierten en artículos de consumo. Decía además que los modelos de las escuelas son limitantes y parecidos a los de las cárceles por estar los alumnos encerrados en un salón de clases la mayor parte del tiempo, y en las escuelas experimentales donde tienen libertad de salir a la comunidad, los conocimientos que adquieren finalmente resultan igual de pobres. Mencionaba varios tipos de mitos relacionados con los valores que se difunden en la sociedad escolarizada y que son valores empaquetados en un currículum como el mito del progreso. Expresaba la necesidad de un cambio radical mediante la desescolarización, atendiendo a las preferencias de los alumnos y no a lo que se les quiera imponer, formando a los individuos con base a su libertad, atendiendo a sus deseos e intereses para que adquieran una conciencia crítica propia que no sea manipulada, influenciada ni alienada por el régimen actual, logrando una sociedad más justa y equitativa, una sociedad “convivial”. También proponía como una buena solución la educación en el hogar, donde los estudiantes podrían aprender a su propio ritmo lo que más les atrajera o lo que se les diera mejor.

## Educación por países
La educación que se imparte en Argentina (véase: Sistema educativo de Argentina) es desde el año 1884 (Ley 1420) principalmente común, gradual gratuita y obligatoria. Con la reforma del 2006 se realiza desde un preescolar a los cinco años de edad para niños y niñas (en el 2014 el Congreso Nacional Argentino comienza a tratar bajar la edad del preescolar para que este realice desde los cuatro años de edad) hasta un secundario obligatorio inclusive llegando hasta los 17-18 años. Esto desde finales del siglo XIX con las reformas de Domingo Faustino Sarmiento, en el mismo territorio argentino también existen colegios privados de nivel preescolar inicial o primario y secundario o medio; en Argentina la educación universitaria también es estatal gratuita y laica aunque opcional y existen paralelamente colegios secundarios o medios y universidades e institutos terciarios privados.
En México, el artículo 3.º de la Constitución Política de los Estados Unidos Mexicanos establece que la educación que imparta el Estado deberá ser obligatoria, universal, inclusiva, pública, gratuita y laica. Recientemente (mayo 2019) se reformó el citado artículo, incluyendo la obligatoriedad desde el nivel preescolar hasta el nivel medio superior. También la educación superior se considera obligatoria, pero condicionada a los requisitos dispuestos por las Instituciones de educación superior públicas. Además se reconoce el derecho de la niñez a la educación inicial.
En España el sistema educativo está regulado por la LOMCE (Ley Orgánica para la Mejora de la Calidad Educativa).